# Lehnhauer
Ein Lehnhauer, auch Lehnhäuer, Lehenhauer, oder Lehen - Häuer genannt, war im Bergbau des späten Mittelalters ein Bergmann, der von einer Gewerkschaft ein Stück des Grubenfeldes der Gewerkschaft zu Lehn trug. Seine Arbeit wurde von der Gewerkschaft in der Regel durch einen Teil des Ausbringens entlohnt.

## Grundlagen und Geschichte
Bis ins späte Mittelalter wurden die Bergwerke im deutschsprachigen Bergbau überwiegend von Einzelunternehmern, den Eigenlöhnern, betrieben. Diese schlossen sich im Laufe der Jahre, nachdem die bergrechtlichen Voraussetzungen geschaffen worden waren, mit anderen Kapitalgebern zu Gewerkschaften zusammen. Die Gewerken bearbeiteten ihre Bergwerke nicht selber, sondern vergaben oftmals die bergmännischen Arbeiten an besondere Unternehmer, die als Lehnhauer bezeichnet wurden. Damit es bei der Vergabe dieser Lehenschaften nicht zu Unregelmäßigkeiten kam, musste hierbei der Gegenschreiber anwesend sein, um zu protokollieren, an welchen Lehnhauer die einzelnen Lehen verliehen worden waren. Die Lehnhauer entstammten auch aus der Eigenlöhnerschaft und boten ihre bergmännischen Dienste den Gewerkschaften an. Die Lehnhauer gehörten bei den Zechen des Mittelalters zur Unternehmerschaft der aus mehreren einzelnen kleinen Betrieben oder Betriebspunkten bestehenden Bergwerke.

## Arbeitsverhältnis und Entlohnung
Lehnhauer waren voll ausgebildete Hauer, die bei der Gewerkschaft in einem speziellen Dienstverhältnis standen. Sie waren nach heutigen Maßstäben Subunternehmer, die von der Gewerkschaft abhängig waren. Das Dienstverhältnis zwischen Gewerkschaft und Lehnhauer war so geregelt, dass die Lehnhauer weder Pächter waren noch im Gedinge standen. Sie hatten zudem die gleichen Pflichten und Arbeitszeiten wie die anderen bei der Gewerkschaft beschäftigten Bergleute. Sie bauten meist in einem Teil des Grubenfeldes der Gewerkschaft, den die Gewerken nicht selber bauhaft halten wollten. Dabei mussten sie den Betriebsteil in Eigenregie eigenverantwortlich bergmännisch bearbeiten und für Verluste auch selber aufkommen. Sie erstellten die für den Betrieb des Grubenbetriebes erforderlichen Stollen und anderen Grubenbaue selber und auf eigene Kosten. Zudem mussten sie für die Nutzung des Feldesteils eine Abgabe an die Hauptgewerken zahlen. Entlohnt wurden sie dadurch, dass sie einen Teil des Ausbringens ihres Feldesteils behalten konnten. Diesen Anteil des Ausbringens verkauften sie an die Gewerkschaft zwecks weiterer Verarbeitung. Wie viel sie genau pro abgebauten und geförderten Kübel mit Erz von den Gewerken bezahlt bekamen, wurde in der Regel zuvor im Beisein des Gegenschreibers ausgehandelt. Anders als bei den sogenannten Herrenarbeitern, die ihren Lohn in manchen Gegenden ganz oder teilweise in Form von Naturalien wie Lebensmittel, alkoholischen Getränken oder Haushaltswaren ausgezahlt bekamen, wurde der Lehnhauer stets monetär entlohnt.